# アリナス

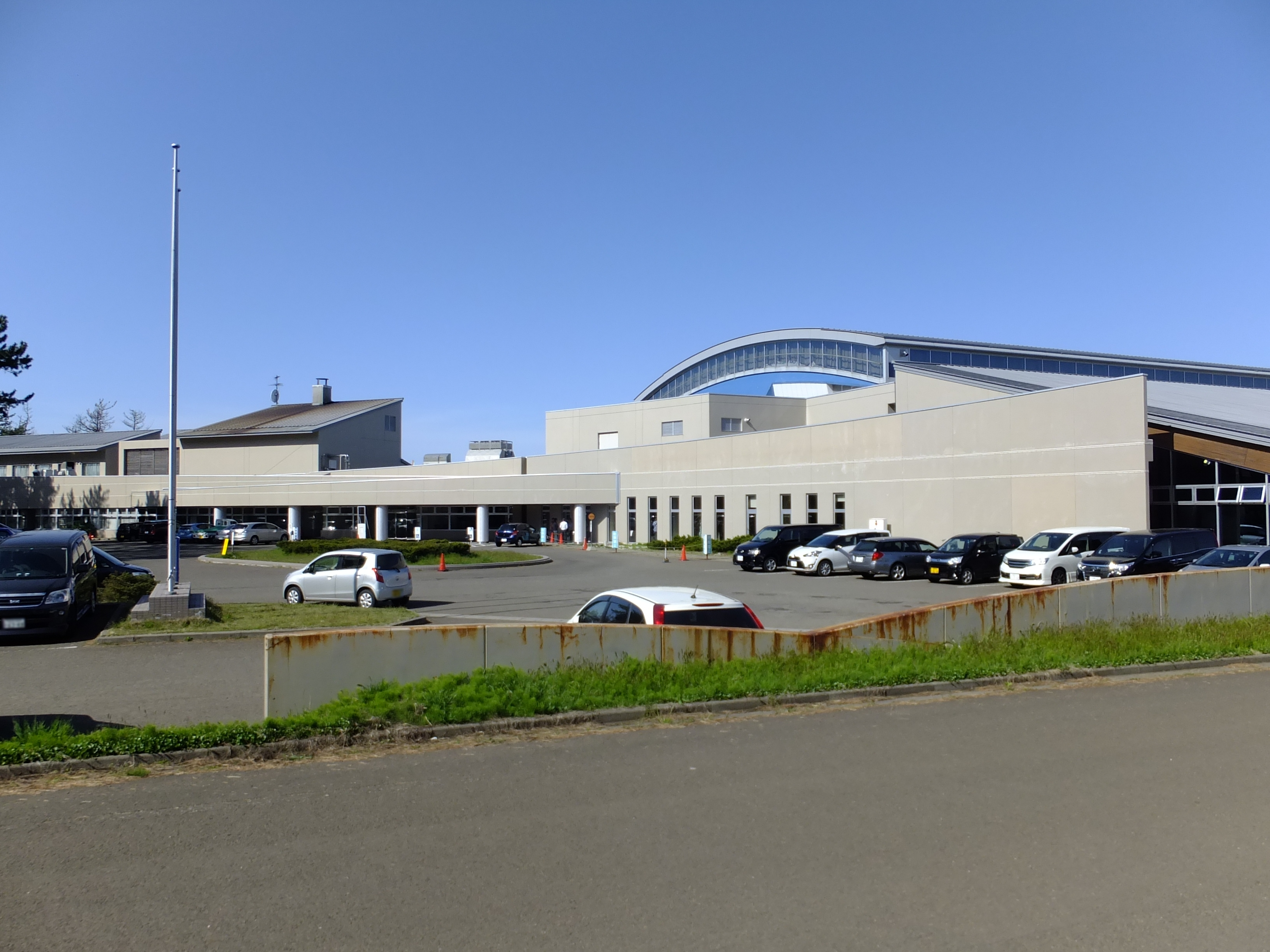
能代山本スポーツリゾートセンター アリナス（2017年5月）

アリナス（ありなす）は、秋田県能代市落合にある公共総合スポーツセンターである。正式には能代山本スポーツリゾートセンターアリナスと呼ばれる。

## 概要
平成7年4月オープン。アリーナ(バスケットコート4面分）があり、バスケットボール、バドミントン、ソフトテニス、卓球ができるほか、体操道具一式も用意されている。その他にも温水プール、ランニングコース、各種機器の揃ったトレーニングルームが設備されている。また温泉やサウナ、宿泊施設もあり、合宿所や研修所としても利用されている。
このほか施設主催のアリナス杯やスポーツ交流会、体操、水泳などのスポーツ教室を開催している。
現在各施設の予約状況は能代市のホームページでも確認できる。

### 設備
- アリーナ
  - 面積：2,721㎡
  - 放送室
  - 更衣室
- プール
  - コース：6コース
  - 距離：25m
  - 水深：1.3m5コース、0.9m1コース
  - 水温：30.5～31℃
  - ロッカー：100台
  - シャワー
  - 更衣室
- ランニングコース：215m
- トレーニングルーム
- 研修室：定員約70人
- ミーティングルーム：42畳
- 宿泊施設：定員150人
- レストラン
- 駐車場：300台

## 交通
- JR能代駅から車で約10分（最寄駅は向能代駅）
- 秋田自動車道 能代南ICから車で約15分

## 周辺施設
- 能代球場